# Mikroregion Jacobina

Mikroregion Jacobina

Mikroregion Jacobina – mikroregion w brazylijskim stanie Bahia należący do mezoregionu Centro-Norte Baiano. Ma powierzchnię 18.750,43530 km²

## Gminy
- Caém
- Caldeirão Grande
- Capim Grosso
- Jacobina
- Miguel Calmon
- Mirangaba
- Morro do Chapéu
- Ourolândia
- Piritiba
- Ponto Novo
- Quixabeira
- São José do Jacuípe
- Saúde
- Serrolândia
- Várzea do Poço
- Várzea Nova